# Kepler Dorsum
La Kepler Dorsum est un dorsum de Phobos.
| Nom                    | Kepler Dorsum                                  |
| Latitude               | −45°                                           |
| Longitude              | 356° O                                         |
| Diamètre               | 15 km                                          |
| Nom                    | Adopté par l'Union astronomique internationale |
| Date d'adoption du nom | 1987                                           |

## Référence
- Information sur la Kepler Dorsum

## Compléments